# Berwyn (Pennsylvanie)
Berwyn est une census-designated place située dans le comté de Chester, dans l’État de Pennsylvanie, aux États-Unis. Lors du recensement de 2020, elle compte 3 775 habitants.